# 228 (číslo)
Dvě stě dvacet osm je přirozené číslo, které následuje po čísle dvě stě dvacet sedm a předchází číslu dvě stě dvacet devět. Římskými číslicemi se zapisuje CCXXVIII a řeckými číslicemi σκη.

## Matematika
228 je:
- Abundantní číslo
- Nešťastné číslo
- Nepříznivé číslo

## Chemie
- 228 je nukleonové číslo čtvrtého nejstabilnějšího izotopu thoria[1]

## Astronomie
- (228) Agathe je planetka hlavního pásu, kterou objevil v roce 1882 Johann Palisa

## Doprava
- Silnice II/228 je česká silnice II. třídy vedoucí na trase Jesenice – Rakovník[2]

## Ostatní
- +228 je mezinárodní telefonní předvolba Toga

## Roky
- 228
- 228 př. n. l.